# إقطاعية
الإقطاعية هو نظام اجتماعي وسياسي واقتصادي له تعريفات عديدة ظهر في أوروبا خلال العصور المظلمة وشبه القارة الهندية وشبه الجزيرة العربية واليابان وإثيوبيا ومناطق أخرى من العالم في فترات مختلفة من التاريخ من مصر القديمة إلى الحضارات القديمة في أمريكا الجنوبية. لا يوجد تعريف عالمي متفق عليه بشأن هذا المصطلح. هناك تعريفات عديدة وتعريفات مضادة للنظريات السابقة ولكن بالمعنى الضيق، فإن المصطلح ارتبط في الغالب بأوروبا في العصور المظلمة من القرن التاسع وحتى القرن الخامس عشر وأول إستخداماته كان في القرن السابع عشر، غالباً ضمن حملات سياسية دعائية.
أما الإقطاع في العالم الإسلامي: فلم يركزوا على الأراضي في بداية الأمر لكونهم مشغولين في الفتوحات الإسلامية والجهاد، وفيما مضى رفض خليفة المسلمين عمر بن الخطاب إقطاع أرض السواد لقادة الفتح وذلك لحفظ حق اصحاب الأراضي ومنع حدوث التنافس فيما بينهم مما يؤدي إلى ضعف المسلمين، ضعف النسيج الاجتماعي، وكذلك الخليفة علي بن ابي طالب رفض نظام الإقطاع لانه يؤدي إلى التنافس والاطماع بين الاقطاعين ونهاية المطاف يؤدي إلى الانقسامات والترهلات داخل الدولة وضعفها، وفي عصر الأمويين توسعوا في الإقطاع ما عدا الخليفة عمر بن عبد العزيز في إعطاء اقطاعات بالمفهوم الإسلامي، والذي أدى إلى ملكية تامة للأرض مع دفع العشر. وتعزز هذا الاتجاه بعد قيام الدولة العباسية فقد أستغل العباسيون ضعف الامراء الأمويين لصالحهم ولقد أنشاؤا ديوانا خاصا للخلافة السابقة (الخلافة الأموية), التي كانت ممتدة على مساحات شاسعة من الانهار، والبحار، والثروات الغنية بالموارد ونجد هناك فرقا في الإقطاع في المفهوم الإسلامي والإقطاع الأوروبي ففي عهد الخلافة الإسلامية لم يكن الفلاح ملكا لصاحب الإقطاع، ولم يكونوا يقطعون معها إضافة إلى أن صاحب الإقطاع لم يكن يورثه.
الإقطاع العسكري المملوكي: في فترة حكم المماليك لمصر كانت أراضي مصر جميعها يتم إقطاعها للسلطان والامراء، وكان السلطان يشتري الأراضي واملاك من بيت مال المسلمين أو ماله الخاص، وتسمى هذه الاملاك بالأملاك الشريفة وهذا الملك الحر لم يسلم من الإقطاع، وتم تطوير نظام اقتصادي قوي ومتناهي في الدقة، حيث طوروه سلاطين المماليك، وكان للمقطع زمن المماليك له حق الاستغلال والارتقاق فالشخص إذا ورث عن ابيه يكون له مثل ما كان لابيه فلا يملك الرقبة، فالسلطان هو من كان يأمر بنقل الإقطاع من شخص إلى آخر وتغير الاقطاعين أو عزلهم أو مصادرة إلاقطاع.
فكان الطابع العسكري هو الطابع السائد على نظام الإقطاع بشكل عام مع اختلافته من وقت إلى آخر ومن دولة إلى أخرى، غلب على دولة السلاجقة نظام الإقطاع وتزامن معه نظام إقطاعي حربي صليبي في المشرق، فكانت الاقطاعات متمركزة بيد السلطان وهو من يتصرف بالارض والملك التي كانت تسمى ب (الاملاك الشريفة) اما الاملاك الغير شريفة كان السلطان يشتريها بماله الخاص، ويعطي إقطاعه بسدس مساحة الأرض التي يديرها ويحرص عليها ويحصد الأرض ولكنه لا يملكها، وكان يعتبر أبناء السلاطين من رجال السيف، وكان يعين أميرا، وحتى لو لم يعمل بشغل الأمير يمنح الأمير العلاوات والمرتبات المالية، وبعد ترتيب الامراء أمراء العسكر.

## التعريفات
الفيودالية: تنظيم اقتصادي واجتماعي وسياسي ظهر بأوروبا خلال العصور الوسطى وتميز باختلاف مفهوم الدولة والمواطنة وانتشار مجموعة من التقاليد والأعراف وأساليب العيش التي حكمت العلاقات بين السيد الإقطاعي والأقنان المرتبطين بالأرض.

## الطبقة الإقطاعية
هي طبقة كبار ملاكي الأراضي، ارتبط الفلاحون بالعمل في أراضي النبلاء وكبار الملاكين ضمن أعمال القنانة (العبودية) تطورت لاحقا بأعمال سخرة جماعية لكل من يسكن من الفلاحين ضمن إطار ممتلكات هذا الإقطاعي أو ذاك، يلتزم الفلاح بالدفاع عن المالك الذي يعيش الفلاح ضمن ممتلكاته فضلا عن التزامه بضريبة سنوية تكاد تجهز عن كل ماينتجه الفلاحون طوال العام، أقامت الكنيسة تحالفا مع الإقطاعيين لأنها أيضا كانت تجني عوائدها من الجميع سواء كان ذلك على شكل عشور (عشر الدخل) يدفع لها من رعاياها أو على شكل صكوك غفران لمن يدفع الثمن وصكوك حرمان لمن يعترض على سلطتها الروحية، شكل هروب الفلاحين المتزايد من القرى إلى المدن البؤر الجديدة من العمال وتحالفت البرجوازية في بداياتها عندما كانت صغيرة مع العمال ضد الإقطاع والكنيسة فيما يعرف بعصر التنوير المدعم بمفكرين وفلاسفة طالبوا بفصل الدين عن الدولة، سرعان ما إنقلبت البرجوازية على مؤيديها لتظهر بشكلها الحديث من أرباب عمل وملاكي مصانع عملت على تشغيل الأطفال والنساء بشكل مكثف كأيدي عاملة رخيصة، عملت الحركات الإصلاحية الاشتراكية والماركسية الراديكالية على حصول مكاسب عمالية ولكن بطرق مختلفة من حيث القناعات النظرية، تمثلت هذه المطالب بحق العمال بتمثيلهم داخل نقابات وبتحديد ساعات العمل والحصول على بدل عمل إضافي وحق العامل بالحصول على عطلة أسبوعية وإجازة سنوية، استطاعت المسيرة العمالية في العالم من تحقيق هذه المكتسبات.

## المجتمع الأوربي في عصر الإقطاع
نشأ النظام الإقطاعي بعد معركة حدثت في القرن الرابع سنة 378م هي معركة أدريانوبل بين الجرمان والإمبراطورية الرومانية، حيث قُتل فالنز الإمبراطور الروماني في الغرب وذُبح 45 ألف جندي روماني وقيل 785 ألف جندي، وسيطر الجرمان علي مقاليد الغرب الأوربي، واحتل الوندال أفريقيا وجنوب إسبانيا، والفرنجة غـالة، والسكسون بريطانيا، والقوط الشرقيين في إيطاليا، والقوط الغربيين في إسبانيا والأندلس. ولكن النتائج الأبعد للمعارك الفاصلة ونتائجها البعيدة تغير الزمن فأدريا نوبل غيرت حركة التاريخ، فأصبحت القوة في العصور الوسطي قوة الخيالة الفرسان، ذلك أن الجرمان كانوا فرسان والرومان مشاة، فالفرسان هم الأمراء أصحاب القوة الضاربة فأصبح لهم السلطان والنفوذ والملك لا يكون جيشه بدونهم. أما الجرمان قبل أدريا نوبل فقد عرفوا الزراعة البسيطة، والإمبراطورية الرومانية مَدنية تقوم علي التجارة، والعملة الاقتصادية الرومانية هي العملة الرئيسية، والجرمان فلاحون والزراعة أصبحت عصب الحياة الاقتصادية في العصر الوسيط فسكن الجرمان القرية فأصبحت عصب الحياة فهم لا يستطيعوا السكني في المدينة فتركوها وسكنوا القرية، والأمراء كانوا يملكون الأرض فأصبحوا ذو قوة اقتصادية وعسكرية في نفس الوقت، فالفلاحين هزموا المدنيين وهذا تحول حضاري وليس معركة عادية.
وفي القرن التاسع كان هناك ملك هو ملك إنجلترا الفريد العظيم قال: «الله خلق العالم علي شكل مثلث، ضلع يحكم وضلع يصلي وضلع يخدم الضلعين الآخرين». والضلعين الذي يحكم ويصلي لهما السيادة وهما الضلعان القائمان، أما الضلع الأفقي فهو الذي يخدم الآخرين، فالقائم له السيادة والأدنى هو العامة، فالذي يحكم هم الأمراء والذي يصلي هم رجال الدين والكنيسة والذي يخدم هم الفلاحون، والواضح هنا أن الملك لم يذكره الفريد في هذا المثلث ولكنه كان علي عرش المثلث ولكن السلطة كلها للأمراء ورجال الدين.
ومما لا شك فيه؛ أن الأمراء كان عليهم حقوق إلزامية يقدمونها للملك هي: عندما تتزوج الابنة الكبرى للملك؛ يقدم الأمير هدية بمناسبة الزواج السعيد وقد تكون الهدية عبارة عن نقود، مجوهرات، أو أحجار كريمة. عندما يصل الابن الأكبر للملك لسن الفروسية (يصبح فارس)؛ يقام احتفالاً ضخماً ويقدم الأمراء هدية لهذه المناسبة.
أما رجال الكنيسة في الغرب الأوربي، ففي أول الأمر كانت الحياة بسيطة في ظل الوثنية ولكن في القرن الرابع الميلادي تحولت الإمبراطورية إلي المسيحية، وحرص الملوك علي إعطاء الأراضي أو ما عُرف بالأراضي الموقوفة للإنفاق علي المساكن والأمراء لصالح الكنيسة فأزداد ثراء الأخيرة وتحول الأساقفة إلي أمراء أكليروس فهو أمير رجل دين ولا يلبسون لباس رجال الدين. واستغل رجال الدين هذه الناحية لمصالحهم الخاصة ومنذ القرن (7م) حتى القرن (11، 12م) كانت هناك أمراض في المجتمع الأوربي يمكن أن نطلق عليها أمراض الكنيسة وهي:
- أولاً؛ شراء الوظائف أي الرتب الكهنوتية في مقابل أن يُدفع مبلغ من المال للأمير أو الملك.
- ثانياً؛ زواج رجال الدين، حيث كان الزواج ممنوعاً لأن الكنيسة هي عروس المسيح فرجل الدين حياته عذرية كاملة.

أما الفلاح في الأرض في العصر الوسيط؛ فكانت الأرض ملك السيد وارتقى القن درجة فأصبح القن يملك حياته ولا حريته. وقد كان الفلاح يتبع الأرض أينما ذهبت، بمعني أنه إذا بيعت الأرض تباع بمن عليها من الفلاحين، فالفلاح ليس له حق في الحياة سوى أن يخدم الأمير ويفلح الأرض. ويقول ويل ديورانت في كتابه (قصة الحضارة) «إذا جاء الشتاء دخل الفلاح وزوجته وأبنائه وبهائمه وضيوفه في الكوخ ليدفئ بعضهم بعض».

## وصلات خارجية
- المجتمع الأوربي في عصر الإقطاع من ق9 - ق 14م
- الإقطاع الأوربي: يسرى الأيوبي